# Пол Кенеди
Проф. Пол Кенеди (на английски: Paul Kennedy) е английски учен, историк, преподавател и писателq автор на бестселъри в жанра исторически роман. Той е международно известен с книги и коментари върху глобалните политически, икономически и стратегически въпроси.

## Биография и творчество
Пол Кенеди е роден на 17 юни 1945 г. в Уолсенд, Нюкасъл на Тайн, Англия. Завършва гимназия „Кътбърт“ в Нюкасъл. Получава бакалавърска степен по история от Университета на Нюкясъл и докторска степен от Колежа „Свети Антоний“ в Оксфорд. В периода 1970 – 1983 г. е преподавател Университета на Източна Англия. След 1983 г. преподава в Йелския университет. В периода 2007-2008 г. е професор по история и международни отношения в Лондонското училище по икономика.
Сътрудник е на Кралското общество на историците, бивш гостуващ научен сътрудник на Института за напреднали изследвания в Принстън, Ню Джърси, и на Фондация „Александър фон Хумболт“ в Германия.
Първата му книга „Pacific Onslaught“ е издадена през 1972 г.
Става световноизвестен с книгата си „Възход и падение на Великите сили“, в която оценява взаимодействието между икономиката и стратегия през последните пет века. Тя става международен бестселър и е преведена на 23 езика по квета.
Води месечна рубрика за световно-политическите събития в „Лос Анджелис Таймс“.
През 2001 г. е удостоен с Ордена на Британската империя, през 2003 г. става сътрудник на Британската академия, а през 2005 г. получава орден от Националния военноморски музей за приноса му към военноморската история.
Пол Кенеди живее със семейството си в Ню Хейвън, Кънектикът.

## Произведения
- Pacific Onslaught 1941–43 (1972)
- Conquest: The Pacific War 1943–45 (1973)
- The Samoan Tangle: A Study in Anglo-German-American Relations 1878–1900 (1974)
- The Realities Behind Diplomacy: Background Influences on British External Policy 1865–1980 (1981)
- Strategy and Diplomacy 1870–1945 (1983)
Стратегия и дипломация 1870-1945, изд.: „Св. Георги Победоносец“, София (1995), прев. Мария Гайтаникова
- The Rise and Fall of British Naval Mastery (1986, 2006)
- The Rise and Fall of the Great Powers: Economic Change and Military Conflict from 1500 to 2000 (1987)
Възход и падение на Великите сили, изд.: „Св. Георги Победоносец“, София (1997), прев. Анелия Данаилова, Г. Ботева, Е. Калеова, М. Гайтаникова
Възход и падение на великите сили: Икон. промени и воен. конфликти XV-XX в., изд.: „Военно издателство“, София (2003, 2011), прев. Анелия Данилова и др.
- The Rise of the Anglo-German Antagonism 1860–1914 (1980, 1988)
- Preparing for the Twenty-first Century (1993) 
В подготовка за двадесет и първи век, изд.: ИК „Обсидиан“, София (1995), прев. Андрей Жишев
- From War to Peace: Altered Strategic Landscapes in the Twentieth Century (2000)
- The Parliament of Man: The Past, Present, and Future of the United Nations (2006)
- Engineers of Victory: The Problem Solvers Who Turned the Tide in the Second World War (2013)